# John Carmel Heenan
John Carmel Heenan (Ilford, 26 de janeiro de 1905 - Londres, 7 de novembro de 1975) foi um cardeal inglês, arcebispo de Westminster.

## Vida
John Carmelo Heenan estudada no Ushaw Colégio Durham e na Pontifícia Universidade Gregoriana, os sujeitos filosofia e teologia católica . Em 1930 recebeu o sacramento da Ordem e trabalhou por mais de vinte anos na pastoral paroquial. De 1947 a 1951, chefiou a Sociedade Missionária Católica como diretor.
Em 1951, o Papa Pio XII nomeou-o . o Bispo de Leeds de 1957 ao Arcebispo de Liverpool . John Carmel Heenan participou do Concílio Vaticano II e foi nomeado arcebispo de Westminster em 1963. Em 22 de fevereiro de 1965, ele foi o papa Paulo VI. como cardeal padre com a igreja titular de San Silvestro in Capite no Colégio dos Cardeais . Ele morreu em 7 de novembro de 1975 em Londres e encontrou seu lugar de descanso final na Catedral de Westminster .